# メーヌ・オセアン
『メーヌ・オセアン』（Maine Océan）は1986年のフランスのコメディ映画。寡作で知られるジャック・ロジエ監督が10年ぶりに撮った長編第4作で、本来は新人の若手監督に贈られるジャン・ヴィゴ賞を当時60歳で受賞している。
出演はアカシオ・デ・アルメイダとルイス・レゴなど。
ブラジル人のショーダンサーや女性弁護士、列車の検札係らが行き当たりばったりのトンチンカンな珍騒動を繰り広げる姿を描いている。
日本では、かつて『メーヌ・オセアン号』の題で上映されていたが、2010年に行われた特集上映「ジャック・ロジエのヴァカンス」では『メーヌ・オセアン』の題で上映された。この特集上映にて本作は、渋谷の映画館ユーロスペースで2010年1月23日から4週間にわたって1日1回上映され、同年3月にも同館でアンコール上映された後、全国で順次上映された。

## ストーリー
フランス西部の街ナント行きの列車メーヌ・オセアン号で、検札係のル・ガレックとリュシアンは、ブラジル人ダンサーのデジャニラと女性弁護士ミミと出会い、一悶着起こしてしまうが、なんとかリュシアンが丸く収める。漁師プチガの弁護のために途中のアンジェで降りる予定のミミは、意気投合したデジャニラを誘って海に行く計画を立て、2人一緒にアンジェで下車する。プチガの裁判はプチガの態度の悪さとミミの意味不明の抗弁のため、あっさりと敗訴する。ミミとデジャニラは列車でサーブルに向かうが、列車内で再会したリュシアンの勧めもあり、プチガの住むユー島にリュシアンと3人で行くことになる。一方、リュシアンはユー島への旅行にル・ガレックも誘う。
ユー島に着いたリュシアンとル・ガレックは、ミミとデジャニラと合流、更にそこにプチガが偶然に居合わせる。ミミとデジャニラからメーヌ・オセアン号でのル・ガレックの態度について悪口を聞かされていたプチガは早速ル・ガレックに喧嘩をふっかけ、止めに入ったリュシアンに軽い怪我を負わせてしまう。しかし、そのことで冷静になったプチガは深く反省し、酔った勢いもあり、逆にル・ガレックを気に入ってしまう。そこにニューヨークからデジャニラの雇い主である興行主ペドロ・マコーラが現れ、ふとしたことから市民会館でどんちゃん騒ぎをすることになる。
翌朝、デジャニラがプチガと船で出かけたと知ったマコーラは、ル・ガレックを「現代のモーリス・シュヴァリエ」とおだて上げ、ニューヨークに連れて行くと言い出す。はじめは乗り気でなかったル・ガレックも、マコーラの説得に結局乗ってしまう。ところが、飛行機が飛び立とうとしたその時にデジャニラが現れ、ル・ガレックは彼女の替え玉として単にからかわれていただけだったことにようやく気付く。本来なら翌朝10:26にナントを出発する列車に乗務しなければならないル・ガレックは何とかしてナントに向かおうとするが既に船便もなくなっており、仕方なくプチガに頼み込んで船で送ってもらう。何度か船を乗り継ぎ、ようやく海岸に辿り着いたル・ガレックは海岸を走り抜け、道路でヒッチハイクした車に乗り込む。

## キャスト
- ル・ガレック: ベルナール・メネズ - 国鉄の検札長。ルールに厳しい。ブルターニュ出身。
- リュシアン（リュリュ）・ポントワゾ: ルイス・レゴ（フランス語版、ポルトガル語版） - 国鉄の検札係。ル・ガレックの相棒。サーブル出身。
- プチガ・マルセル: イヴ・アフォンソ（フランス語版） - ユー島の漁師。血の気が多い。
- ミミ: リディア・フェルド（フランス語版） - 女性弁護士。プチガの弁護のためにアンジェにやって来た。
- デジャニラ: ロザ＝マリア・ゴメス - ブラジル人ショーダンサー。フランス語が苦手。
- ペドロ・マコーラ: ペドロ・アルメンダリス・Jr - ニューヨークの興行主。